# Tuvtjärnen (Kalls socken, Jämtland)
Tuvtjärnen är en sjö i Åre kommun i Jämtland och ingår i Indalsälvens huvudavrinningsområde. Tuvtjärnen ligger i Skäckerfjällen Natura 2000-område. Sjöns area är 0,015 kvadratkilometer och den befinner sig 600 meter över havet.